# Grand Prix international de la ville d'Alger
Le Grand Prix international de la ville d'Alger, abrégé en Grand Prix d'Alger, est une course cycliste à étapes, organisée en Algérie aux alentours d'Alger. En 2018, sa quinzième édition, fait partie de l'UCI Africa Tour en catégorie 2.2.

## Edition 2022
La course a repris en 2022 sur un premier circuit fermé de 5 kilomètres pour une vingtaine de tours entre Les Annassers et El Madania.
Le parcours total est constitué de sept étapes entre Alger et Oran du 21 au 27 Mai.
La distance totale parcourue sera de 618,7 kilomètres

### Etapes
La course, au départ d'Alger, aura pour étapes les villes de Chefa, Blida, Chlef, Mostaganem, Oran puis a nouveau Alger pour un circuit fermé de 78 kilomètres.

## Palmarès
| Année     | Vainqueur              | Deuxième         | Troisième        |
| --------- | ---------------------- | ---------------- | ---------------- |
| 2017      | Abdellah Ben Youcef    | Yacine Hamza     | Ismail Lallouchi |
| 2018      | Charálampos Kastrantás | Mounir Makhchoun | Gaëtan Bille     |
| 2019-2022 | non-disputé            | non-disputé      | non-disputé      |
| 2023      | Youcef Reguigui        | Meron Teshome    | Jarri Stravers   |
| 2024      | Hamza Amari            | Metkel Eyob      | Ayoub Ferkous    |
| 2025      | Yacine Hamza           | Yevgeniy Gidich  | Youcef Reguigui  |